# Andrea Jürgens/Diskografie
Diese Diskografie ist eine Übersicht über die musikalischen Werke der deutschen Schlagersängerin Andrea Jürgens. Den Quellenangaben zufolge verkaufte sie bisher mehr als 1,7 Millionen Tonträger. Ihre erfolgreichste Veröffentlichung ist das Weihnachtsalbum Weihnachten mit Andrea Jürgens mit über 1,5 Millionen verkauften Einheiten, wovon allein in Deutschland über 1,25 Millionen Exemplare verkauft wurden und es somit das meistverkaufte Weihnachtsalbum, sowie generell eines der meistverkauften Musikalben in Deutschland seit 1975 ist. Für diesen Erfolg erhielt Jürgens auch einen Eintrag ins Guinness-Buch der Rekorde.

## Alben

### Studioalben
| Jahr | Titel                                     | Höchstplatzierung, Gesamtwochen, AuszeichnungChartplatzierungen (Jahr, Titel, Platzierungen, Wochen, Auszeichnungen, Anmerkungen) | Höchstplatzierung, Gesamtwochen, AuszeichnungChartplatzierungen (Jahr, Titel, Platzierungen, Wochen, Auszeichnungen, Anmerkungen) | Höchstplatzierung, Gesamtwochen, AuszeichnungChartplatzierungen (Jahr, Titel, Platzierungen, Wochen, Auszeichnungen, Anmerkungen) | Anmerkungen                              |
| Jahr | Titel                                     | DE | AT | CH | Anmerkungen                              |
| ---- | ----------------------------------------- | --- | --- | --- | ---------------------------------------- |
| 1978 | Ich zeige dir mein Paradies               | DE41 (1 Wo.)DE | — | — | Erstveröffentlichung: 1978               |
| 1979 | Eine Rose schenk ich dir                  | — | — | — | Erstveröffentlichung: 1979               |
| 1980 | Irgendwann wird jedes Mädchen mal 17      | — | — | — | Erstveröffentlichung: 1980               |
| 1981 | Mama Lorraine                             | — | — | — | Erstveröffentlichung: 1981               |
| 1981 | Singt die schönsten deutschen Volkslieder | DE18 (5 Wo.)DE | — | — | Erstveröffentlichung: 1981               |
| 1982 | Solang’ ein Mädchen träumen kann          | — | — | — | Erstveröffentlichung: 1982               |
| 1984 | Weil wir uns lieben                       | — | — | — | Erstveröffentlichung: September 1984     |
| 1990 | Küsse der Nacht                           | — | — | — | Erstveröffentlichung: 28. Mai 1990       |
| 1991 | Liebe                                     | — | — | — | Erstveröffentlichung: 4. November 1991   |
| 1993 | Ich krieg nie genug von Dir               | — | — | — | Erstveröffentlichung: 2. November 1993   |
| 1996 | Wenn ich glücklich bin                    | — | — | — | Erstveröffentlichung: 2. September 1996  |
| 2000 | Komm in meine Träume                      | — | — | — | Erstveröffentlichung: 27. März 2000      |
| 2002 | Dankeschön – Zum 25. Bühnenjubiläum       | — | — | — | Erstveröffentlichung: 7. Oktober 2002    |
| 2005 | Lust auf’s Leben                          | DE97 (1 Wo.)DE | — | — | Erstveröffentlichung: 23. September 2005 |
| 2008 | Verbotene Träume                          | — | — | — | Erstveröffentlichung: 25. Januar 2008    |
| 2010 | Ich hab’ nur ein Herz                     | — | — | — | Erstveröffentlichung: 22. Oktober 2010   |
| 2016 | Millionen von Sternen                     | DE10 (5 Wo.)DE | AT15 (1 Wo.)AT | CH52 (1 Wo.)CH | Erstveröffentlichung: 18. März 2016      |
| 2018 | Auf du und du                             | DE6 (10 Wo.)DE | AT21 (4 Wo.)AT | CH41 (1 Wo.)CH | Erstveröffentlichung: 20. Juli 2018      |

grau schraffiert: keine Chartdaten aus diesem Jahr verfügbar

### Kompilationen
| Jahr | Titel                              | Höchstplatzierung, Gesamtwochen, AuszeichnungChartplatzierungen (Jahr, Titel, Platzierungen, Wochen, Auszeichnungen, Anmerkungen) | Höchstplatzierung, Gesamtwochen, AuszeichnungChartplatzierungen (Jahr, Titel, Platzierungen, Wochen, Auszeichnungen, Anmerkungen) | Höchstplatzierung, Gesamtwochen, AuszeichnungChartplatzierungen (Jahr, Titel, Platzierungen, Wochen, Auszeichnungen, Anmerkungen) | Anmerkungen                            |
| Jahr | Titel                              | DE | AT | CH | Anmerkungen                            |
| ---- | ---------------------------------- | --- | --- | --- | -------------------------------------- |
| 2014 | Das Beste                          | DE18 (10 Wo.)DE | AT57 (1 Wo.)AT | — | Erstveröffentlichung: 17. Oktober 2014 |
| 2017 | Das Beste – Ein Kinderstar wird 50 | DE75 (2 Wo.)DE | — | — | Erstveröffentlichung: 19. Mai 2017     |
| 2017 | Das Beste – Gedenk-Edition         | DE87 (1 Wo.)DE | — | — | Erstveröffentlichung: 18. August 2017  |
| 2019 | Gold – Im stillen Gedenken         | DE37 (6 Wo.)DE | — | — | Erstveröffentlichung: 19. Juli 2019    |
| 2022 | Die goldene Hit-Kollektion         | DE46 (3 Wo.)DE | — | — | Erstveröffentlichung: 15. Juli 2022    |
| 2023 | Best of Andrea Jürgens             | DE7 (1 Wo.)DE | AT35 (1 Wo.)AT | — | Erstveröffentlichung: 6. April 2023    |
| 2024 | Die Hits ihres Lebens              | DE32 (1 Wo.)DE | — | — | Erstveröffentlichung: 19. Juli 2024    |

Weitere Kompilationen
- 1980: 12 Lieder für dich
- 1982: Stars in Gold
- 1987: 10 Jahre Andrea Jürgens · Die großen Erfolge
- 1989: Golden Stars
- 1991: Das große deutsche Schlager-Archiv (mit Bibi Johns)
- 1991: Amore, amore – Ihre schönsten Lovesongs
- 1991: Star Collection
- 1994: Wir tanzen Lambada (Verkäufe: + 250.000; DE: Gold)
- 1996: StarGala – Die großen Erfolge
- 1997: Momente – Die größten Erfolge aus 20 Jahren
- 2000: Nur das Beste: Die großen Erfolge 1983–2000
- 2005: Best of (Musiklabel: White Records)
- 2008: Das Allerbeste
- 2008: Du hast mir total gefehlt – 16 große Singlehits
- 2009: Star Edition
- 2012: Sonderedition Vol.1
- 2014: Das Beste 2CDs (Musiklabel: Telamo)
- 2015: Das Beste & noch mehr …
- 2016: Von gestern bis heute
- 2016: Rosen ohne Dornen – Meine schönsten Balladen und Liebeslieder
- 2021: Playa Blanca – Die schönsten Sommerlieder
- 2024  Das Beste für alle

### Weihnachtsalben
| Jahr | Titel                          | Höchstplatzierung, Gesamtwochen/‑monate, AuszeichnungChartplatzierungen (Jahr, Titel, Platzierungen, Wochen/Monate, Auszeichnungen, Anmerkungen) | Höchstplatzierung, Gesamtwochen/‑monate, AuszeichnungChartplatzierungen (Jahr, Titel, Platzierungen, Wochen/Monate, Auszeichnungen, Anmerkungen) | Höchstplatzierung, Gesamtwochen/‑monate, AuszeichnungChartplatzierungen (Jahr, Titel, Platzierungen, Wochen/Monate, Auszeichnungen, Anmerkungen) | Anmerkungen                                                  |
| Jahr | Titel                          | DE | AT | CH | Anmerkungen                                                  |
| ---- | ------------------------------ | --- | --- | --- | ------------------------------------------------------------ |
| 1979 | Weihnachten mit Andrea Jürgens | DE1 ×5Fünffachgold · (8 Wo.)DE | AT19 (½ Mt.)AT | — | Erstveröffentlichung: 31. Oktober 1979 Verkäufe: + 1.500.000 |

grau schraffiert: keine Chartdaten aus diesem Jahr verfügbar
Weitere Weihnachtsalben
- 1986: Meine schönsten Weihnachtslieder
- 2000: Andrea Jürgens singt die schönsten deutschen Weihnachtslieder

## Singles
| Jahr | Titel Album                                                | Höchstplatzierung, Gesamtwochen/‑monate, AuszeichnungChartplatzierungen (Jahr, Titel, Album, Platzierungen, Wochen/Monate, Auszeichnungen, Anmerkungen) | Höchstplatzierung, Gesamtwochen/‑monate, AuszeichnungChartplatzierungen (Jahr, Titel, Album, Platzierungen, Wochen/Monate, Auszeichnungen, Anmerkungen) | Höchstplatzierung, Gesamtwochen/‑monate, AuszeichnungChartplatzierungen (Jahr, Titel, Album, Platzierungen, Wochen/Monate, Auszeichnungen, Anmerkungen) | Anmerkungen                          |
| Jahr | Titel Album                                                | DE | AT | CH | Anmerkungen                          |
| ---- | ---------------------------------------------------------- | --- | --- | --- | ------------------------------------ |
| 1977 | Und dabei liebe ich euch beide Ich zeige dir mein Paradies | DE4 (28 Wo.)DE | AT25 (1 Mt.)AT | CH6 (9 Wo.)CH | Erstveröffentlichung: November 1977  |
| 1978 | Ich zeige dir mein Paradies                                | DE5 (23 Wo.)DE | — | — | Erstveröffentlichung: Juni 1978      |
| 1979 | Tina ist weg Ich zeige dir mein Paradies                   | DE49 (2 Wo.)DE | — | — | Erstveröffentlichung: 1979           |
| 1979 | Ein Herz für Kinder Eine Rose schenk ich dir               | DE14 (19 Wo.)DE | — | — | Erstveröffentlichung: 1979           |
| 1979 | Eine Rose für dich Eine Rose schenk ich dir                | DE19 (9 Wo.)DE | — | — | Erstveröffentlichung: 1979           |
| 1981 | Mama Lorraine                                              | DE11 (21 Wo.)DE | — | — | Erstveröffentlichung: August 1981    |
| 1981 | Japanese Boy Mama Lorraine (Zweitausgabe)                  | DE9 (12 Wo.)DE | — | — | Erstveröffentlichung: November 1981  |
| 1982 | Playa Blanca Solang’ ein Mädchen träumen kann              | DE45 (11 Wo.)DE | — | — | Erstveröffentlichung: April 1982     |
| 1989 | Amore, amore Küsse der Nacht                               | DE74 (9 Wo.)DE | — | — | Erstveröffentlichung: August 1989    |
| 1990 | Wir tanzen Lambada Küsse der Nacht                         | DE42 (12 Wo.)DE | — | — | Erstveröffentlichung: Januar 1990    |
| 1991 | Santa Catarina Liebe                                       | DE67 (4 Wo.)DE | — | — | Erstveröffentlichung: Juli 1991      |
| 1993 | Eleni hieß das Mädchen Ich krieg nie genug von Dir         | DE93 (3 Wo.)DE | — | — | Erstveröffentlichung: September 1993 |

Weitere Singles
- 1979: Aba Heidschi, Bumbeidschi
- 1980: Aber am Sonntag
- 1980: Das Mädchen von den Bergen
- 1980: Ich hab’ heute schon Lampenfieber vor dem ersten Kuß
- 1980: Leise rieselt der Schnee
- 1981: Blonder Junge
- 1982: Puerto Rico
- 1983: Manuel Goodbye
- 1983: Lebenskünstler
- 1983: Wenn Corinna weint
- 1984: Spanien ist schön
- 1984: Chinatown ist in New York
- 1985: Mi amor (mit Robby Tauber)
- 1985: Ciao ciao amore
- 1986: Shy Shy Sugarman
- 1986: Wenn ich nun geh
- 1987: Nach so einer Nacht
- 1988: Allein in der Nacht
- 1988: Vaya con Dios
- 1990: Ich hab’ dir nie den Himmel versprochen
- 1990: Küsse der Nacht
- 1991: Heut wird es rote Rosen regnen
- 1992: Morgens vor dem Radio
- 1992: Sommer in Avignon
- 1992: Liebe
- 1993: Stark zu zweit
- 1994: Ich krieg nie genug von dir
- 1994: Heut ist ein schöner Tag
- 1995: Wir greifen nach den Sternen (mit dem Nockalm Quintett)
- 1996: Stell dir vor
- 1996: Was ist eine Stunde wert
- 1996: Du wirst seh’n (You’ll See)
- 1997: Träume von Napoli
- 1997: Hitmix
- 1997: Ich hab dich so geliebt
- 1998: Weit, weit von hier
- 1998: In deinen Armen
- 1999: Ich bin verrückt nach Liebe
- 1999: Lass mich heute nicht alleine
- 2000: Wenn der Himmel es will
- 2000: Du bist die Liebe meines Lebens
- 2001: Mach mit mir was du willst
- 2001: Denk ja nicht
- 2001: Herz an Herz
- 2002: Ich hab mein Herz an dich verlor’n
- 2002: Vaya vamos a la fiesta
- 2002: Wo ist dein Herz, wenn du träumst
- 2003: Karneval
- 2003: Immer wieder Sehnsucht nach dir
- 2003: Manchmal hilft nur deine Liebe
- 2003: Du hast mich belogen
- 2004: Komm lass uns reden
- 2005: Wenn ich an dich und deine Liebe denke
- 2005: Gleich nebenan
- 2005: Wenn ich einsam bin
- 2006: Irgendwann irgendwie
- 2006: Die letzte Nacht im Paradies
- 2007: Tut es wirklich nicht mehr weh
- 2007: Verbotene Träume
- 2008: Dieses Parfüm auf deiner Haut
- 2008: Du hast mir total gefehlt
- 2009: Wirst du bei ihr bleiben
- 2009: Zurück aus meinem Traum
- 2009: Egal wo ich bin
- 2010: Kleine Lügen
- 2010: Ich hab nur ein Herz
- 2011: Ich glaubte, ihre Freundin zu sein
- 2011: Ich vergess dich nicht
- 2011: Rosen ohne Dornen
- 2012: Es ist zu spät, zu verzeihn
- 2012: Wirst du bei ihr bleiben (Remix)
- 2013: Verlieb dich nochmal (Remix 2013)
- 2013: Einen Kuss lang (Remix 2013)
- 2015: Millionen von Sternen
- 2015: Das reicht für mehr als eine Nacht
- 2016: Déjà vu
- 2016: Unsere Zeit
- 2016: Vergiss mich nie
- 2017: Ich bin da
- 2019: Ich bin bei dir
- 2022: Wir greifen nach den Sternen (Remastered 2022)
- 2024: DJ Herzbeat Hitmix
- 2025  Japanase Boy (DJ Nachtpilot Remix)

## Videoalben und Musikvideos

### Videoalben
| Jahr | Titel                            | Höchstplatzierung, Gesamtwochen, AuszeichnungChartplatzierungen (Jahr, Titel, Platzierungen, Wochen, Auszeichnungen, Anmerkungen) | Höchstplatzierung, Gesamtwochen, AuszeichnungChartplatzierungen (Jahr, Titel, Platzierungen, Wochen, Auszeichnungen, Anmerkungen) | Höchstplatzierung, Gesamtwochen, AuszeichnungChartplatzierungen (Jahr, Titel, Platzierungen, Wochen, Auszeichnungen, Anmerkungen) | Anmerkungen                                                |
| Jahr | Titel                            | DE | AT | CH | Anmerkungen                                                |
| ---- | -------------------------------- | --- | --- | --- | ---------------------------------------------------------- |
| 2014 | Das Beste                        | DE*DE | AT4 (1 Wo.)AT | — | Erstveröffentlichung: 17. Oktober 2014 * siehe Kompilation |
| 2016 | Millionen von Sternen            | DE*DE | AT*AT | CH*CH | Erstveröffentlichung: 18. März 2016 * siehe Studioalbum    |
| 2017 | Das Beste – Die Jubiläumsausgabe | DE31 a (2 Wo.)DE | AT3 (3 Wo.)AT | CH2 (4 Wo.)CH | Erstveröffentlichung: 28. Juli 2017                        |
| 2017 | Danke, Andrea!                   | DE80 a (1 Wo.)DE | AT5 (1 Wo.)AT | — | Erstveröffentlichung: 27. Oktober 2017                     |

### Musikvideos
| Jahr | Titel                              | Regisseur(e)      |
| ---- | ---------------------------------- | ----------------- |
| 2015 | Millionen von Sternen              |                   |
| 2015 | Das reicht für mehr als eine Nacht | Michael Schorlepp |
| 2016 | Déjà vu                            |                   |
| 2016 | Unsere Zeit                        |                   |
| 2016 | Vergiss mich nie                   |                   |
| 2017 | Ich bin da                         |                   |

## Boxsets
| Jahr | Titel                                                                                                | Höchstplatzierung, Gesamtwochen, AuszeichnungChartplatzierungen (Jahr, Titel, Platzierungen, Wochen, Auszeichnungen, Anmerkungen) | Höchstplatzierung, Gesamtwochen, AuszeichnungChartplatzierungen (Jahr, Titel, Platzierungen, Wochen, Auszeichnungen, Anmerkungen) | Höchstplatzierung, Gesamtwochen, AuszeichnungChartplatzierungen (Jahr, Titel, Platzierungen, Wochen, Auszeichnungen, Anmerkungen) | Anmerkungen                                           |
| Jahr | Titel                                                                                                | DE | AT | CH | Anmerkungen                                           |
| ---- | --- | --- | --- | --- | ----------------------------------------------------- |
| 2017 | 40-jähriges Jubiläum – Alle Originalalben auch bekannt als: 40 Jahre – Die Andrea Jürgens Collection | DE57 (2 Wo.)DE | — | — | Erstveröffentlichung: 10. März 2017 Boxset mit 18 CDs |

Weitere Boxsets
- 2006: Die frühen Erfolge
- 2013: Wunschkonzert
- 2018: Kult – Album Klassiker
- 2019: Kult – Album Klassiker Vol. 2
- 2023  XXL Hitpaket

## Statistik

### Chartauswertung
|                     | DE     | AT    | CH    |
| ------------------- | ------ | ----- | ----- |
| Nummer-eins-Alben   | DE1DE  | AT—AT | CH—CH |
| Top-10-Alben        | DE4DE  | AT—AT | CH—CH |
| Alben in den Charts | DE16DE | AT5AT | CH2CH |

|                       | DE     | AT    | CH    |
| --------------------- | ------ | ----- | ----- |
| Nummer-eins-Singles   | DE—DE  | AT—AT | CH—CH |
| Top-10-Singles        | DE3DE  | AT—AT | CH1CH |
| Singles in den Charts | DE12DE | AT1AT | CH1CH |

### Auszeichnungen für Musikverkäufe
Anmerkung: Auszeichnungen in Ländern aus den Charttabellen bzw. Chartboxen sind in ebendiesen zu finden.
| Land/RegionAuszeichnungen für Musikverkäufe (Land/Region, Auszeichnungen, Verkäufe, Quellen) | Gold     | Platin     | Verkäufe  | Quellen           |
| -------------------------------------------------------------------------------------------- | -------- | ---------- | --------- | ----------------- |
| Deutschland (BVMI)                                                                           | 2× Gold2 | 2× Platin2 | 1.500.000 | musikindustrie.de |
| Insgesamt                                                                                    | 2× Gold2 | 2× Platin2 |           |                   |